# Capital Imaterial
O capital imaterial ou patrimônio imaterial é um elemento não monetário e sem substância física, constituído pelas informações e conhecimentos detidos, e que obtém um valor positivo para uma organização.
O Uniform Commercial Code define como imaterial geral: “todo elemento de patrimônio que difere de herança, bens, créditos em contas comerciais, documentos, instrumentos, propriedade de investimento, cartas de crédito, minerais antes de extração e softwares imateriais".
As demonstrações financeiras dão apenas uma imagem simplista em caso de avaliação de empresas para a construção de uma estratégia de negócios. Para apreciar a riqueza, é essencial saber analisar seu capital intelectual.

## Questões legais e históricas do conceito de capital imaterial
O capital imaterial tem um impacto considerável sobre a atividade econômica. O exemplo mais flagrante é o de contratos de terceirização em que a transferência de conhecimento, informações e materiais de comunicação podem ser contempladas e estão centradas no processo.
Outras questões legais giram em torno do conceito do capital imaterial desde a originalidade de uma produção intelectual original que leva a um suporte ser protegido.
Cada vez mais levará um modo de medição de proteções desta criatividade para cada operadora selecionada em relação ao copyright anexado a ele especialmente para funcionários de empresas. Existem particularidades pelos direitos de patentes, desenhos, softwares e banco de dados, sem esquecer de marcas comerciais.
Todos os direitos de propriedade intelectual, imateriais por definição, é a globalização de um problema complexo em constante evolução. Numa economia globalizado, em que o imaterial se torna parte integrante essencial em um quadro competitivo, os agentes econômicos como as autoridades públicas devem garantir o cumprimento do seu capital no tempo e espaço para preservar a sua liberdade de ação como seus ativos.

### Questões gerais do capital imaterial
O capital imaterial é um conceito que pode processar as sinergias que podem surgir a partir de interações dentro de uma organização (empresas, grupos de indivíduos, ...).
É possível distinguir quatro tipos diferentes de sinergia:
- Manutenção: a capacidade de corrigir e apenas mudar a estrutura, e às vezes até mesmo a capacidade de mudá-la em uso;
- Mutualização: a capacidade de identificar uma função e utilização em diversos contextos;
- Escalabilidade: a capacidade de evoluir para uma mudança de escala, isto é, para suportar maiores volumes de fluxos sem questionar a estrutura subjacente;
- Resiliência: a capacidade de continuar a operar em caso de falha.

Assim, a empresa pode distinguir parte identificável da intangível. O capital imaterial intangível é difícil de avaliar e, portanto, otimizá-lo. Por isso, é difícil trabalhar com o representante de parte da gestão de organização. O conceito de capital intelectual e incorpora o conceito de capital de conhecimento em gestão do conhecimento e procura ter em conta também as sinergias da organização mais intangível relacionado por exemplo, para a cultura corporativa e continuam sendo fundamentais para o nível estratégico.

### Questões específicas do capital intelectual
Os investimentos no imaterial (que consistem de pesquisa e desenvolvimento' – P&D, treinamento, software e comércio) representaram 21% do capital bruto em 1974, 41% em 1987 e não param de crescer desde 2000. Centenas de milhões são gastos anualmente pelas empresas em pesquisa e desenvolvimento, que envolve o capital intelectual próprio e de seus parceiros. Para proteger seu P&D, as empresas geralmente baseiam-se em leis contra concorrência desleal de propriedade intelectual. O setor de serviços da economia, amplificado com a explosão de serviços relacionados com o advento da Internet, revelou um defeito estrutural das normas de contabilidade para capturar o valor total das sinergias das empresas. De acordo com vários estudos, 75 a 90% da capitalização das empresas listadas no mercado é composto de capital imaterial. Não a correlação entre o valor de mercado e o valor contábil, e esta diferença aumentou de forma irreparável. O capital intelectual não pode ser explicado com uma variável de ajuste simples; tornou-se um conceito econômico associado com a maior parte do valor da empresa: o valor imaterial.
O capital intelectual pode permanecer um conceito para uso geral, particularmente no contexto da gestão do conhecimento, mas também tende a formalizar indicadores de gestão não-financeiras, de modo a ser especificado, inventariado, padronizado e explicado nos balanços e, finalmente, o relatório financeiro anual da empresa.
O capital intelectual é, especificamente, à posse pela organização de conhecimentos, experiências, tecnologias, processos, procedimentos e processos de negócios específicos, habilidades individuais, que representam sinergias para a organização e a vantagem competitiva da empresa, que é encontrada não apenas em centros de pesquisa e desenvolvimento, mas também, cada vez mais, em todos os outros negócios da empresa (marketing, compras, produção, logística, TI ...).
Capital de conhecimento da empresa pode assumir a forma de conhecimento explícito ou o conhecimento tácito. O sistema de informação é o conhecimento do negócio explícito, o capital intelectual é o conhecimento por vez tácito dos funcionários.

### História do conceito de capital imaterial
Em 1963, Theodore Schultz desenvolveu o conceito de capital humano que se tornou famoso por meio do trabalho de Gary Becker em 1964.
Além do inventário de ativos de natureza material (tangíveis), incluída a princípio no capital financeiro, o conceito de capital intelectual surgiu no final do século XX para integrar o desenvolvimento das atividades de serviços e da crescente importância da informação, que trouxeram à tona a gestão de recursos humanos.
Em 03 de abril de 1986 durante uma entrevista para o jornal L'Expansion, Bruno Bizalion indicou que o capital social também inclui elementos intangíveis e desenvolveu um método para avaliar esse potencial intangível.
Em 1992, Leif Edvinsson propõe o capital intelectual a prazo, como parte de sua pesquisa sobre a evolução dos métodos de gestão do grupo. Cinco anos mais tarde, com Michael Malone, que iria publicar os resultados de seu trabalho, eles procuraram identificar as riquezas escondidas das empresas, ou qualquer coisa que lhe permite criar valor e que nem sempre pode-se detectar quando se lê seu balanço patrimonial (todos os valores de sinergias da organização não são mostrados). Capital imaterial é, por definição assim, associada à diferença entre o valor real, ou mercado, da empresa e seu valor contábil.
Na Europa, devido aos problemas ocasionados ao euro nos anos 2000, além da explosão da bolha da Internet, sentiu-se a necessidade de avaliar de forma mais rigorosa o capital das empresas, tendo em conta uma definição padronizada do capital intelectual.
Diferentes trabalhos realizados, em 10 anos, pelo Banco Mundial, OCDE e Comissão Europeia, levaram a uma contabilidade padrão do capital intelectual, agora denominado de capital imaterial.